# Pål Gunnar Mikkelsplass
Pål Gunnar Mikkelsplass (né le 29 avril 1961) est un ancien fondeur norvégien. Il est marié à Marit Wold, elle-même ancienne fondeuse et membre de l'équipe nationale norvégienne.
Il fut également entraîneur de l'équipe de Norvège de ski de fond de 1999 à 2002.

## Palmarès

### Jeux olympiques
| Épreuve / Édition | Sarajevo 1984 | Calgary 1988 |
| 15 km             | 17e           | Argent       |
| 30 km             | 12e           | 6e           |
| 50 km             |               | 9e           |
| 4 × 10 km         |               | 6e           |

### Championnats du monde
| Épreuve / Édition | Oslo 1982 | Seefeld 1985 | Oberstdorf 1987 | Lahti 1989 | Val di Fiemme 1991 |
| 10 km             |           |              |                 |            | 12e                |
| 15 km             | 10e       | 11e          | 4e              | Argent     |                    |
| 30 km             |           |              | 8e              | 10e        |                    |
| 50 km             |           | 14e          |                 |            |                    |
| 4 × 10 km         | Or        | Or           | Bronze          |            |                    |

### Coupe du monde
- Meilleur classement final: 3e en 1988.
- 19 podiums : 3 victoires, 9 deuxièmes places et 7 troisièmes places.